# Klein-springzaadroest
De klein-springzaadroest (Puccinia komarovii) is een autoecische roest die behoort tot de familie Pucciniaceae. De schimmel is een biotrofe parasiet. Hij infecteert springzaad. De klein-springzaadroest komt voor in Europa en Azië. In Nederland is de roest vrij zeldzaam.
De oranje bekervormige aecia worden voornamelijk op de stengels gevormd in dichte groepjes met tot 10 cm lange gallen. De kaneelbruine uredinia en kastanjebruine telia worden in lichte vlekken gevormd aan beide zijden van de bladeren. De wrattige, 22-29 × 17-24 μm grote urediniosporen hebben één kiempore met daaromheen een glad gedeelte. De tweecellige, 27-40 × 16-25 μm grote teliosporen zijn glad, kleurloos en hebben een korte steel.

## Foto's

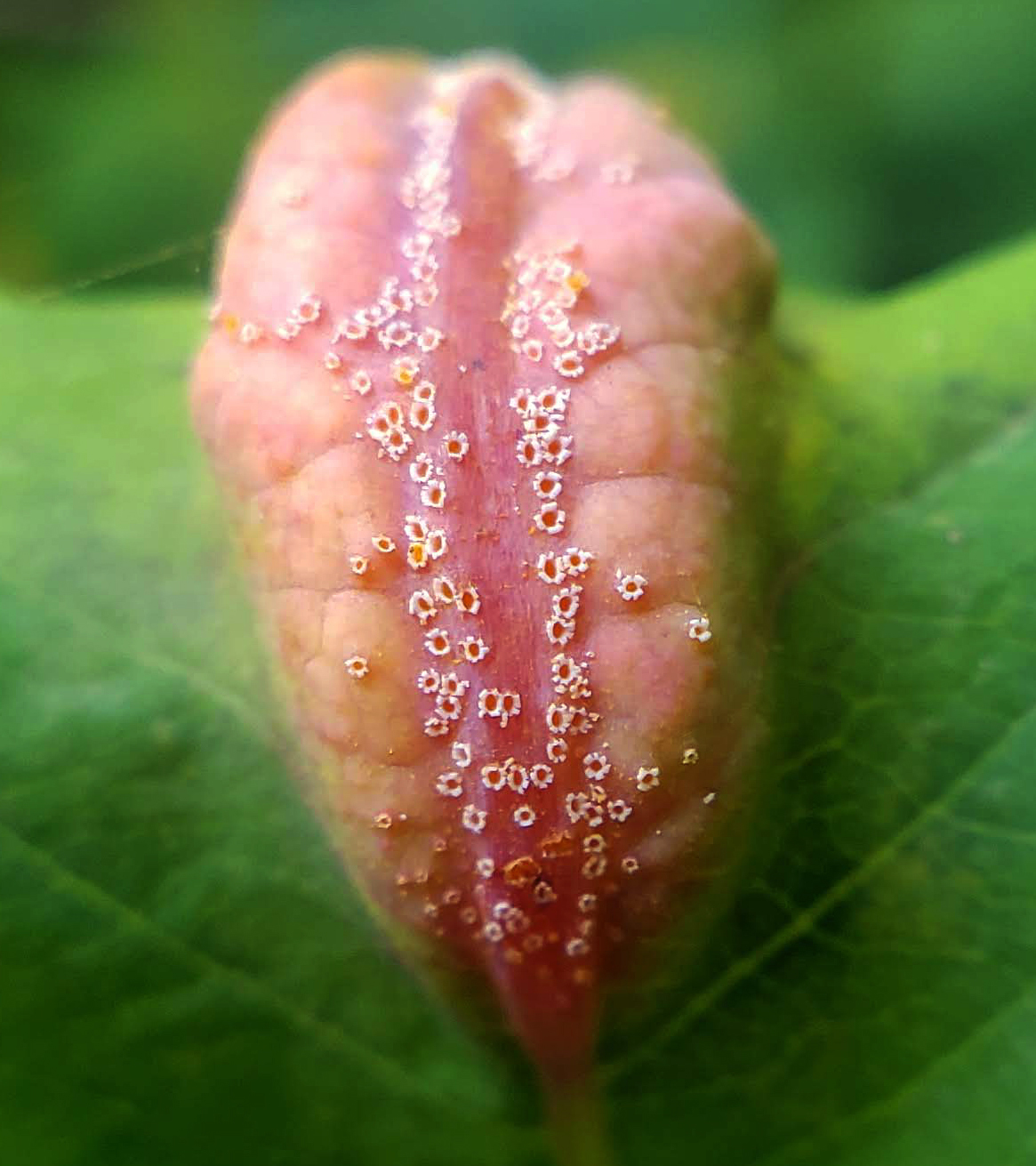
Aecia op gal
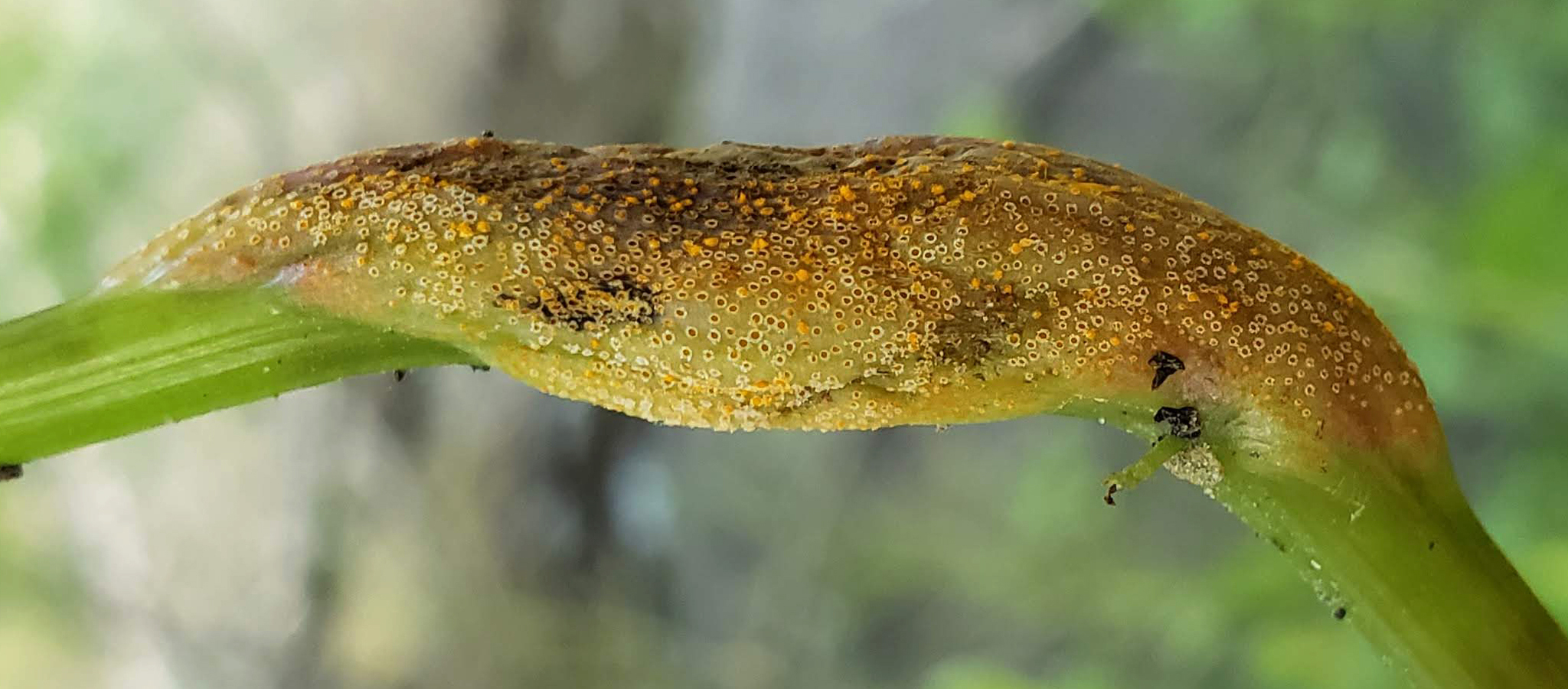
Aecia op gal
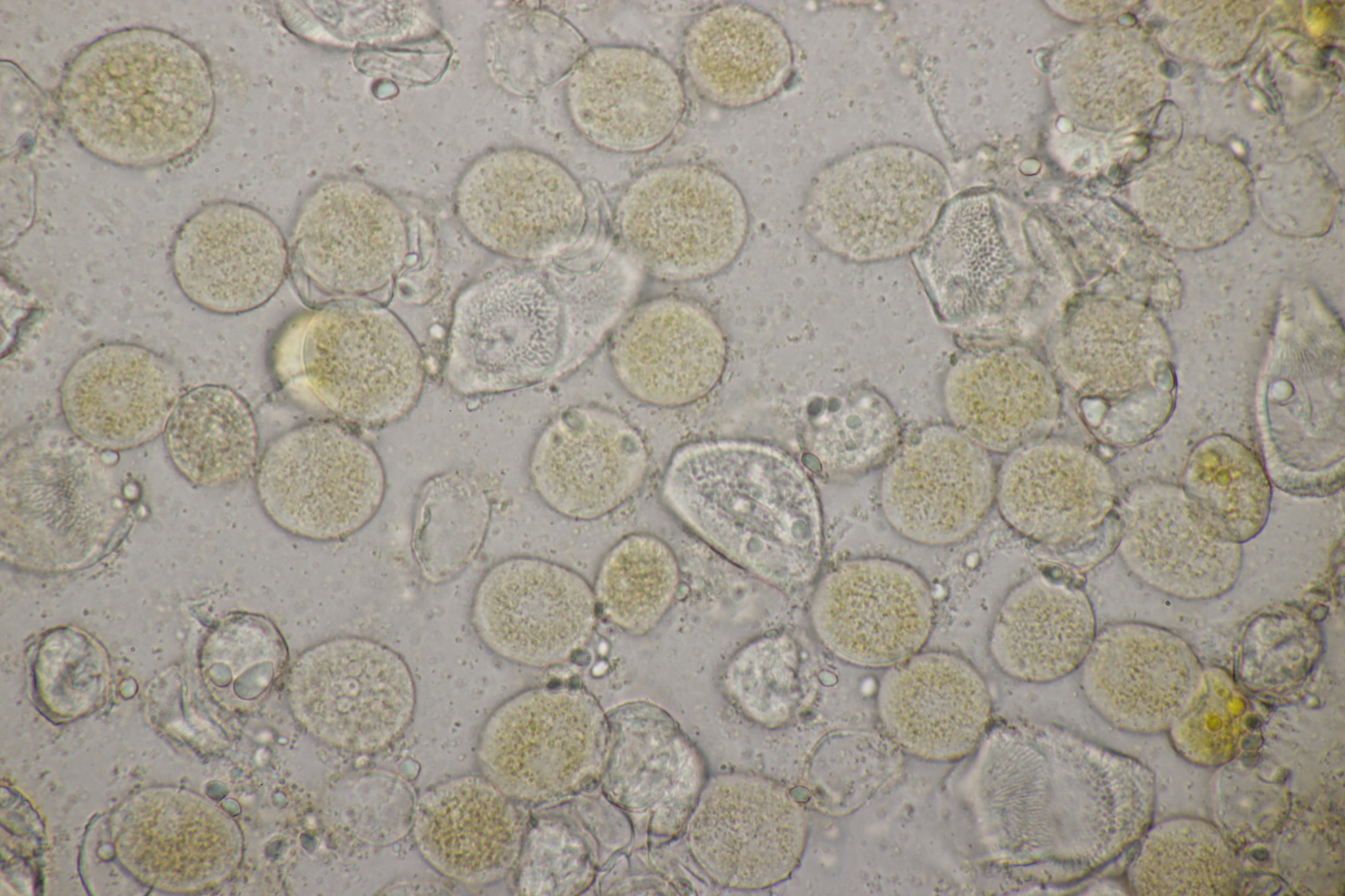
Aeciosporen
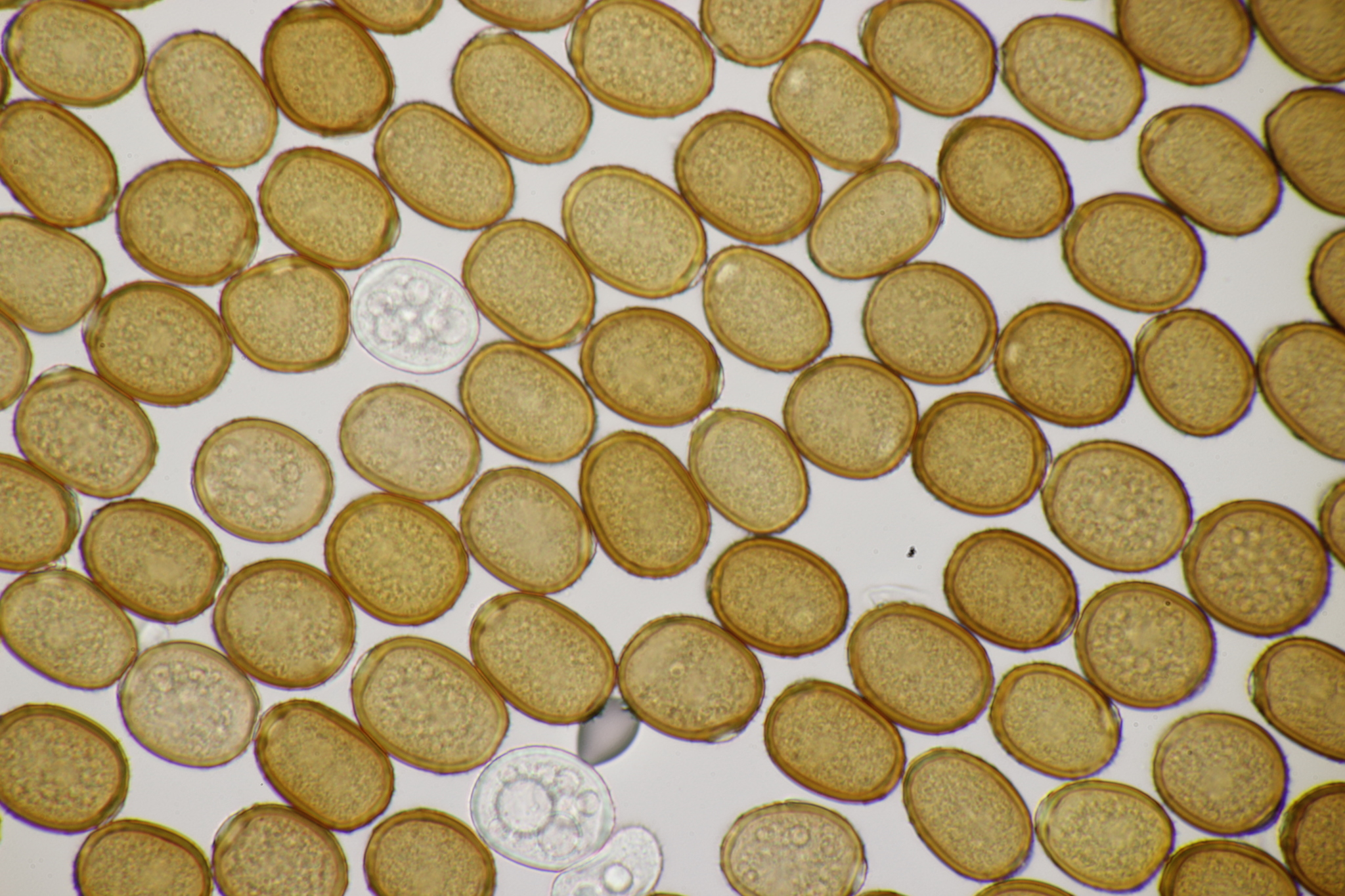
Urediniosporen
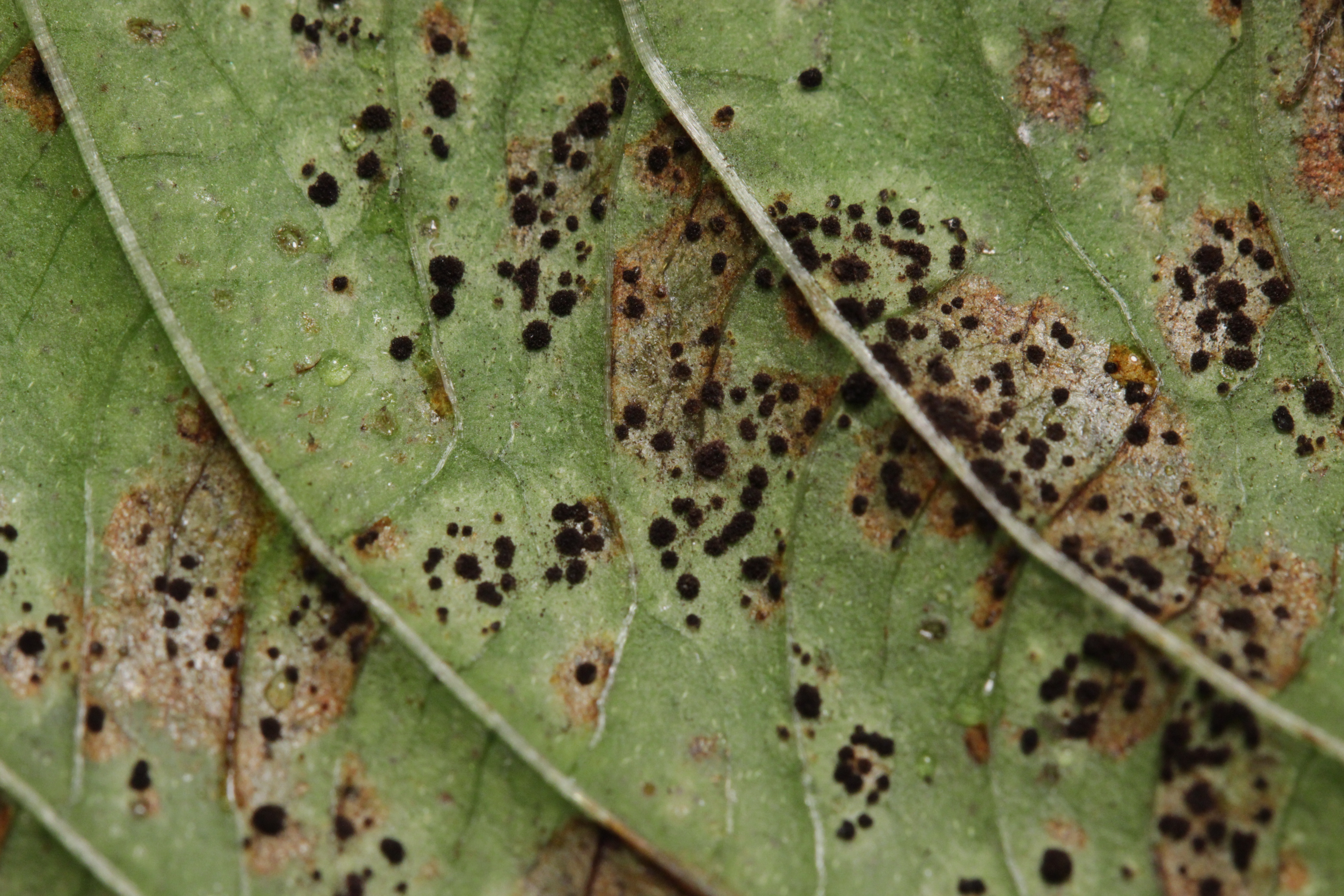
Telia op klein springzaad
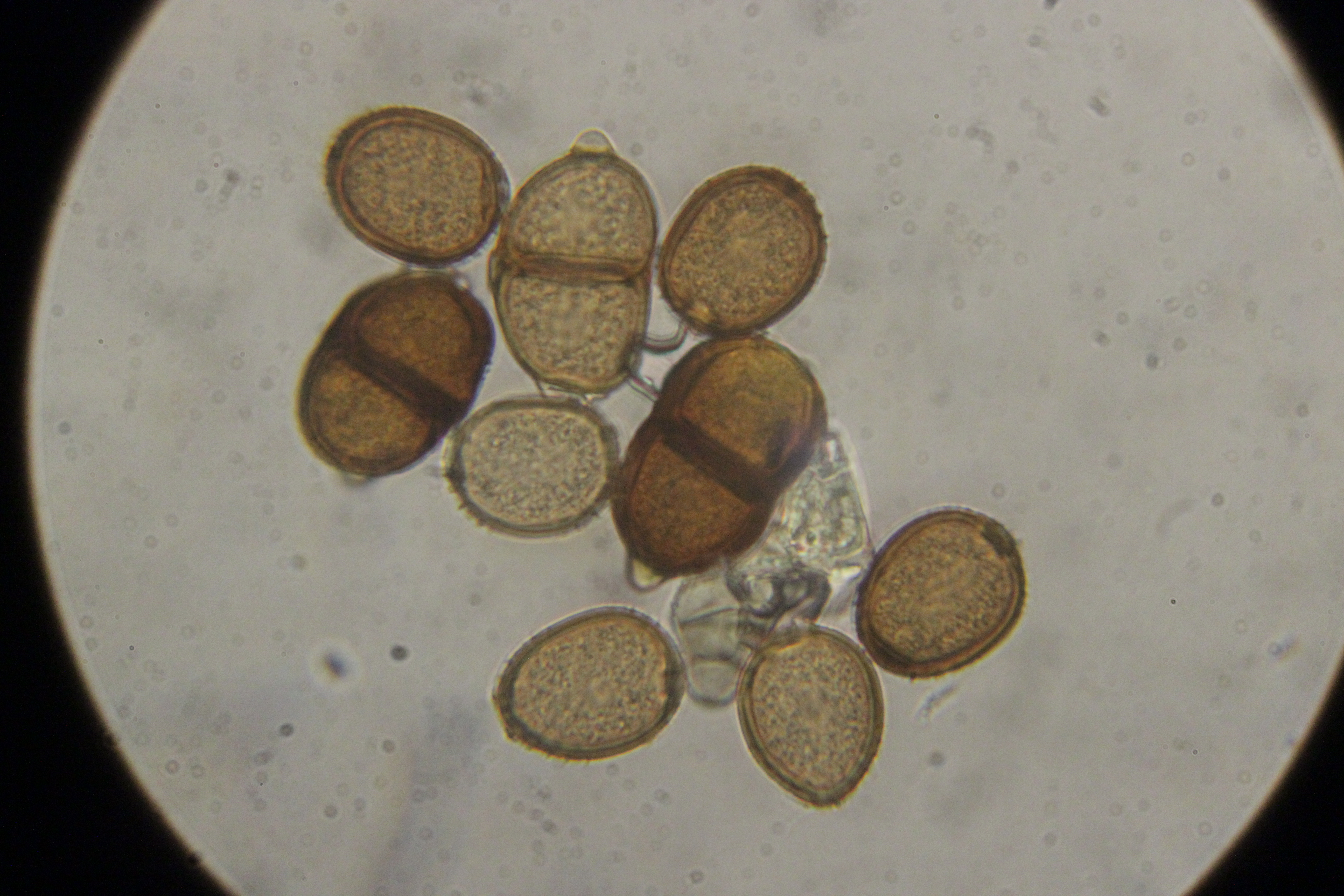
Teliosporen met urediniosporen
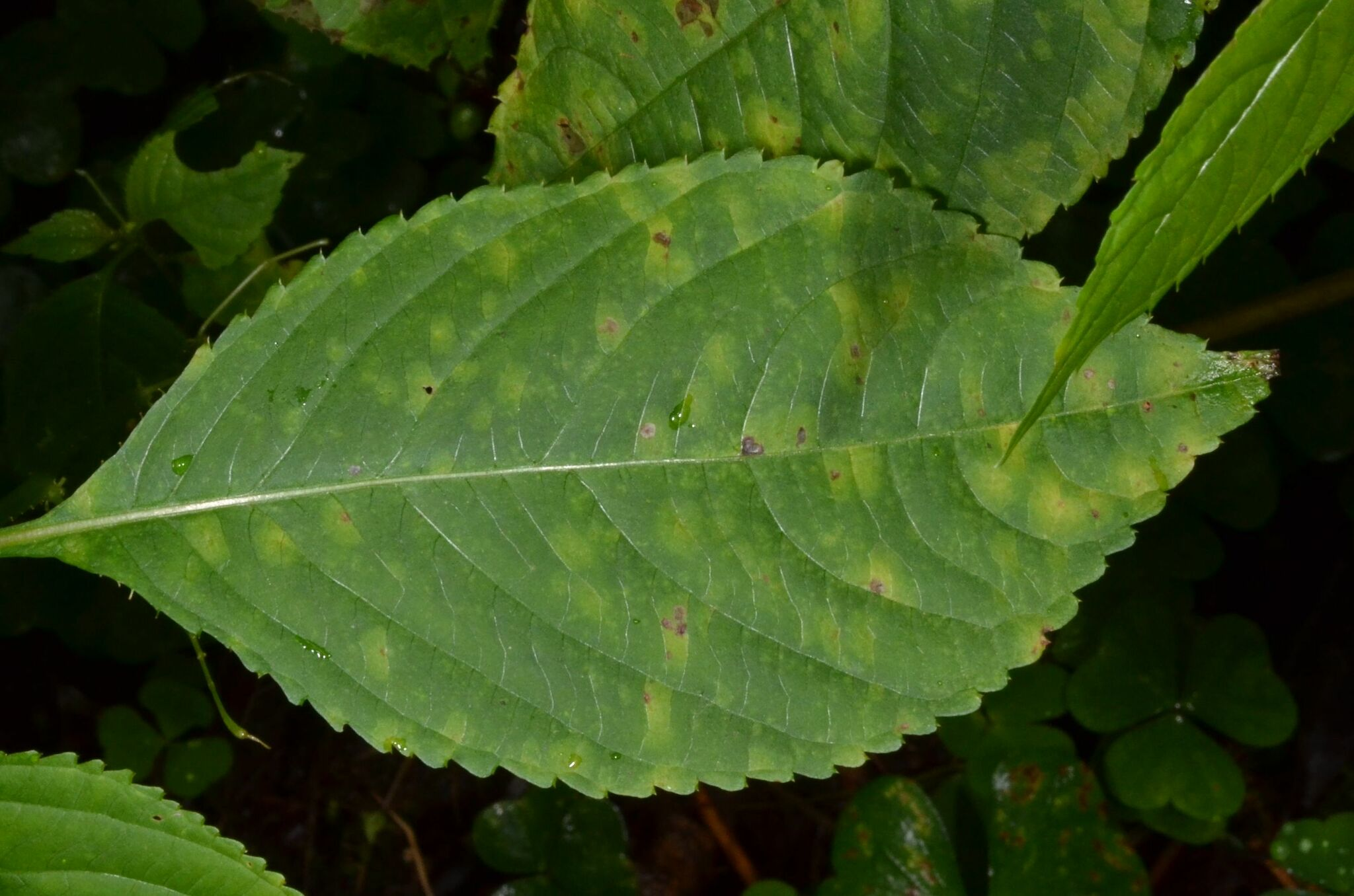
Bovenkant blad
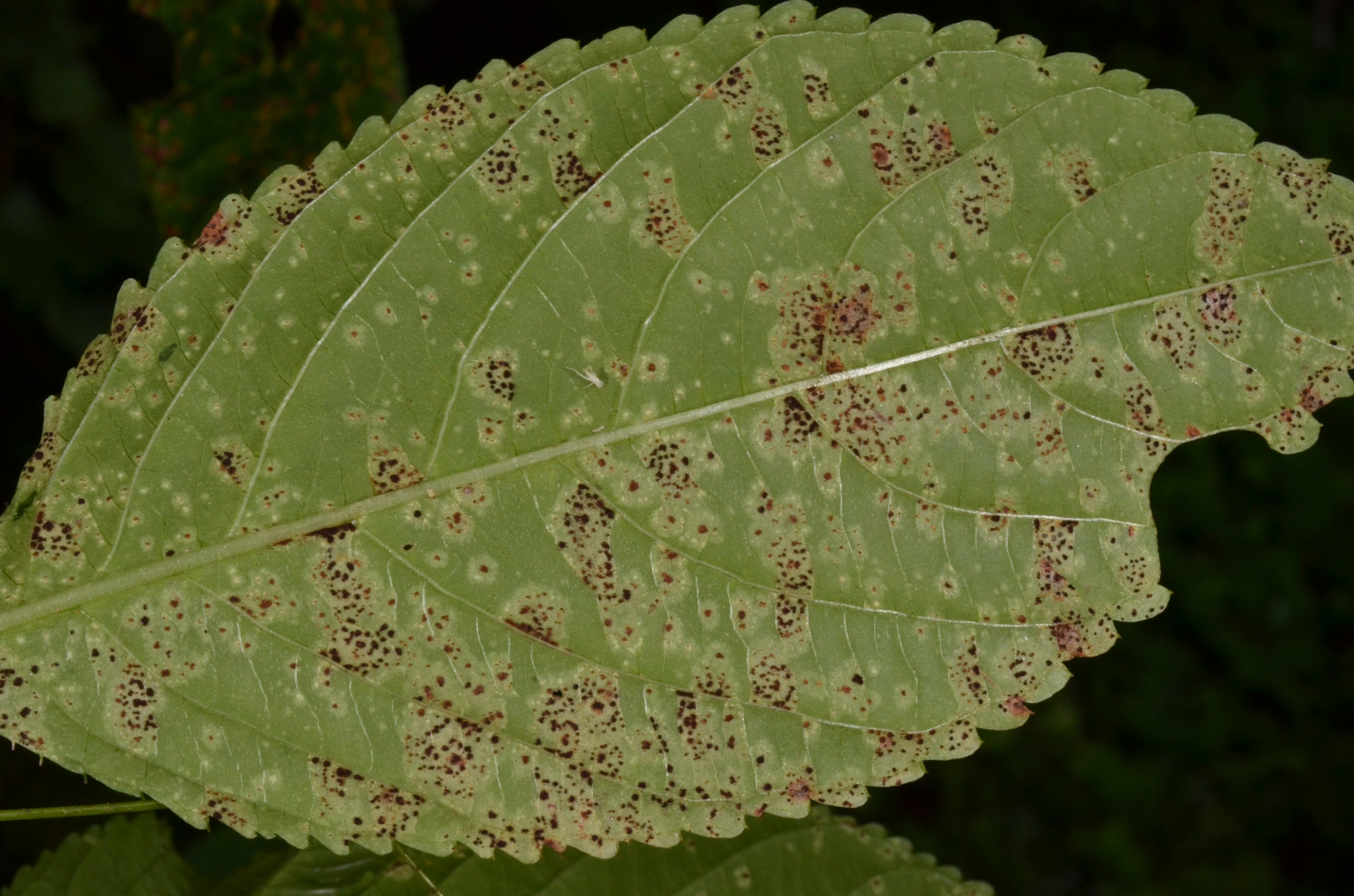
Onderkant blad